# El Guadare
El Guadare är en ort i Mexiko.   Den ligger i kommunen Mocorito och delstaten Sinaloa, i den västra delen av landet, 1 100 km nordväst om huvudstaden Mexico City. El Guadare ligger 89 meter över havet och antalet invånare är 113.
Terrängen runt El Guadare är platt åt sydost, men åt nordväst är den kuperad. Runt El Guadare är det glesbefolkat, med 17 invånare per kvadratkilometer. Närmaste större samhälle är Potrero de los Sánchez, 14,0 km sydväst om El Guadare. I omgivningarna runt El Guadare växer huvudsakligen savannskog.